# Pierwszy rząd Antónia Guterresa
Pierwszy rząd Antónia Guterresa (port. XIII Governo Constitucional de Portugal – XIII rząd konstytucyjny Portugalii) – rząd Portugalii funkcjonujący od 28 października 1995 do 25 października 1999.
Był to jednopartyjny gabinet utworzony po wyborach parlamentarnych w 1995, wygranych przez Partię Socjalistyczną, co umożliwiło odsunięcie od władzy Partii Socjaldemokratycznej. Po kolejnych wyborach w 1999, wygranych również przez socjalistów, został zastąpiony przez drugi rząd tego samego premiera.

## Skład rządu
- Premier: António Guterres
- Minister ds. prezydencji: António Vitorino (do 1997)
- Minister obrony narodowej: António Vitorino (do 1997), José Veiga Simão (1997–1999), Jaime Gama (w 1999)
- Minister spraw zagranicznych: Jaime Gama
- Minister finansów: António de Sousa Franco
- Minister administracji i spraw wewnętrznych: Alberto Costa (do 1997), Jorge Coelho (od 1997)
- Minister ds. planowania i administracji terytorialnej: João Cravinho (do 1996)
- Minister ds. zaopatrzenia, planowania i administracji terytorialnej: João Cravinho (od 1996)
- Minister sprawiedliwości: José Vera Jardim
- Minister gospodarki: Daniel Bessa (do 1996), Augusto Mateus (1996–1997), Joaquim Pina Moura (od 1997)
- Minister ds. zaopatrzenia społecznego: Henrique de Oliveira Constantino (w 1995), Francisco Murteira Nabo (1995–1996)
- Minister rolnictwa, rozwoju wsi i rybołówstwa: Fernando Gomes da Silva (do 1998), Luís Capoulas Santos (od 1998)
- Minister edukacji: Eduardo Marçal Grilo
- Minister zdrowia: Maria de Belém Roseira
- Minister ds. zatrudnienia i szkoleń zawodowych: Maria João Rodrigues
- Minister solidarności i ochrony socjalnej: Eduardo Ferro Rodrigues (do 1997)
- Minister pracy i solidarności: Eduardo Ferro Rodrigues (od 1997)
- Minister środowiska: Elisa Ferreira
- Minister kultury: Manuel Maria Carrilho
- Minister nauki i technologii: Mariano Gago
- Minister ds. kontaktów z parlamentem: António Costa (od 1997)
- Minister delegowany: Jorge Coelho (do 1997)
- Minister delegowany przy premierze: José Sócrates (od 1997)